# Zugfahrt mit besonderem Auftrag
Unter einer Zugfahrt mit besonderem Auftrag versteht man in Deutschland eine Zugfahrt, die der Fahrdienstleiter nicht durch Fahrtstellung eines Hauptsignals oder einen daraus abgeleiteten LZB-Fahrtauftrag beziehungsweise eine ETCS-Fahrterlaubnis in der Betriebsart FS (Full Supervision) zulassen kann oder darf. Die Zustimmung des Fahrdienstleiters erfolgt stattdessen durch ein Ersatzsignal (Zs 1 oder Zs 8), Vorsichtsignal (Zs 7), schriftlichen Befehl, Signal Sh 1 als Zustimmung zur Einfahrt in einen Bahnhof aus bzw. Weiterfahrt an einer Abzweig- oder Überstelle auf dem Gegengleis, Signal Ts 3 oder, wenn ein Zs 12 vorhanden ist, mit (fern-)mündlichem Auftrag. 
Sie wird als Rückfallebene benutzt, wenn eine reguläre Zulassung der Zugfahrt nicht möglich ist.
Je nach Stellwerkstechnik ist die Erteilung eines Ersatzsignals oder Vorsichtsignals an keine oder nur geringe technische Bedingungen geknüpft. Eine Fahrstraßenabhängigkeit ist nur bei der S-Bahn Berlin zwingend gefordert, sonst aber auch in allen anderen elektronischen Stellwerken vorrangig nutzbar, alternativ ist auch eine fahrstraßenunabhängige Bedienbarkeit unter Bedingungen (Weichenlaufkette gesperrt) möglich. Der Fahrdienstleiter trägt die Verantwortung dafür, dass der Zugfahrt keine Hindernisse entgegenstehen. Aufgrund der nur geringen oder teilweise sogar gar nicht mehr vorhandenen technischen Sicherung birgt die Zugfahrt mit besonderem Auftrag grundsätzlich eine erhöhte Unfallgefahr. Sie darf daher nur in Störungsfällen oder besonders geregelten Ausnahmen (Baustellen) erfolgen, wenn zuvor durch den Fahrdienstleiter händisch die Bedingungen geprüft und die vorgeschriebenen betrieblichen Ersatzmaßnahmen (Hilfssperren usw.) durchgeführt worden sind.

## Betriebliche Regelungen
Eine Zugfahrt mit besonderem Auftrag unterliegt besonderen betrieblichen Regelungen. Die Regeln schreiben für eine Zugfahrt mit besonderem Auftrag eine Höchstgeschwindigkeit von 40 km/h im anschließenden Weichenbereich (seit Dezember 2015 nach einer eigenen, geringfügig abweichenden Definition) vor. Das heißt, diese Geschwindigkeit gilt bis zur Vorbeifahrt am folgenden Hauptsignal, bei Ausfahr- und Blocksignalen der letzten Weiche oder anderen mit „¥“ gekennzeichneten Stelle. Anders als bei durch Hauptsignale in Verbindung mit Geschwindigkeitsanzeigern vorgegebenen Höchstgeschwindigkeiten gilt seit Dezember 2015 bei Zugfahrten auf besonderem Auftrag ein (letzter) gewöhnlicher Halteplatz innerhalb eines Bahnhofes nicht als Ende des anschließenden Weichenbereichs. Auch allein stehende Zusatzsignale Zs 3 und Zs 10 zur vorzeitigen Erhöhung der Geschwindigkeit vor Ende des anschließenden Weichenbereiches gelten bei Zugfahrt mit besonderem Auftrag nicht. Bei Blocksignalen der freien Strecke gilt die Höchstgeschwindigkeit von 40 km/h, bis die Spitze des Zuges das Signal passiert hat. Sollte aus anderen Gründen eine niedrigere Geschwindigkeit vorgeschrieben sein, gilt selbstverständlich diese. Zusätzlich kann (beispielsweise durch Vorsichtsignal oder im schriftlichen Befehl) Fahren auf Sicht angeordnet werden.
Bei einem Auftrag zur Vorbeifahrt an einem Halt zeigenden oder gestörten Lichthauptsignal mit Lichtvorsignal oder an einem Mehrabschnittssignal fehlt eine Information über die Stellung des nächsten Hauptsignals. In diesem Fall gilt die Geschwindigkeitsbeschränkung von 40 km/h zusätzlich bis zum Erkennen der Stellung des nächsten Hauptsignals, höchstens jedoch 2000 Meter. Der Maximalwert ist relevant, falls das Vorsignal ein Hauptsignal hinter einer Fahrwegverzweigung ankündigt, der Zug allerdings an diesem Hauptsignal nicht vorbeifährt. Der Abstand von 2000 Meter ergibt sich aus dem im Neubau maximalen Vorsignalabstand von 1500 Meter und einem Zuschlag von 500 Metern für außergewöhnlich lange Vorsignalabstände. Dabei wurde aus Praktikabilitätsgründen eine rechentechnisch einfache und leicht merkbare Zahl gewählt.

## Zulassung der Zugfahrt
Die Möglichkeiten der Zulassung einer Zugfahrt mit besonderem Auftrag durch den Fahrdienstleiter sind in der Fahrdienstvorschrift in Modul 408.0455, Abschnitt 1 geregelt. Dabei wird zwischen signalgeführten und anzeigegeführten Zügen unterschieden. Ein Zug heißt anzeigegeführt, wenn eine Zugbeeinflussung (LZB, ETCS) wirkt, die den Zug selbsttätig zum Halten bringen kann und außerdem führt, ansonsten heißt er signalgeführt.

### Schriftlicher Befehl
Die Zugfahrt kann durch Befehl 1, 2 oder 3, bei signalgeführten Zügen auch durch Befehl 6 zugelassen werden.

### Ersatzsignal (Zs1) oder LZB-Ersatzauftrag
Die Zugfahrt kann bei signalgeführten Zügen durch Ersatzsignal, bei LZB-geführten Zügen durch LZB-Ersatzauftrag zugelassen werden.

### Gegengleisfahrt-Ersatzsignal (Zs8) oder LZB-Gegengleisfahrauftrag
Wenn die Zugfahrt im Gegengleis verkehren soll, kann diese bei signalgeführten Zügen durch Gegengleisfahrt–Ersatzsignal, bei LZB-geführten Zügen durch LZB-Gegengleisfahrauftrag zugelassen werden.

### Vorsichtsignal (Zs7) oder LZB-Vorsichtauftrag oder ETCS-Betriebsart OS
Wenn eine Zugfahrt auf Sicht fahren muss, weil die Gleisfreimeldeanlage gestört ist, oder weil ein Hauptsignal nur mit einem Vorsichtsignal ausgerüstet ist, kann sie bei signalgeführten Zügen durch Vorsichtsignal, bei LZB-geführten Zügen durch LZB-Vorsichtauftrag, bei ETCS-geführten Zügen durch eine Fahrterlaubnis in der ETCS-Betriebsart On Sight oder in ETCS Level 2 in der ETCS-Betriebsart Staff Responsible (SR) auch durch eine Textmeldung zugelassen werden. ETCS-geführte Züge können durch Befehl von der Fahrt auf Sicht befreit werden.

### Signal Fahrverbot aufgehoben (Sh1)
Im Bereich der ehemaligen Deutschen Bundesbahn kann am Gegengleis in Höhe des Einfahrsignals des Regelgleises ein Sperrsignal in niedriger Bauform stehen. Wenn dieses das Signalbild „Fahrverbot aufgehoben“ (Sh 1) zeigt, wird dadurch die Zugfahrt zugelassen. Diese Form wird nicht mehr neu gebaut.

### Signal Ts3
Die Rückfahrt einer Schiebelok kann durch das Signal Weiterfahrt für zurückkehrende Schiebelokomotiven und Sperrfahrten (Ts 3) zugelassen werden.

### Mündlicher Auftrag
Der Fahrdienstleiter kann der Vorbeifahrt an einem Signal, an dem das Signal Zs 12 (M-Tafel) angebracht ist, durch mündlichen Auftrag zustimmen.